# نايجل يبرش
نايجل يبرش (بالإنجليزية: Nigel Burch)‏ هو موسيقي وفنان وكاتب أغاني وشاعر بريطاني، ولد في 1954 في براينتري ‏ في المملكة المتحدة.